# MG-335
MG-335「プラーチナ」（ロシア語: МГ-335 «Платина» ）は、ソビエト連邦で開発された軍用ソナー。5キロヘルツ級の低周波を使用し、捜索と攻撃用精密追尾の両機能を有するマルチモード・ソナーである。NATOコードネームは「ブル・ノーズ」。通常はハル・ソナーとして装備されるが、大型艦では可変深度ソナーとされることもある。
なお可変深度ソナーとともに統合ソナー・システムを構築する場合のシステム名称はMGK-335となり、またデジタル化されたMGK-335MS「ピラーニャ」も開発されている。

## 来歴
本システムは、MG-312 「チタン」などの後継機として構想された。開発は1966年より開始されたが、当時のソビエト連邦としては異例の手法が用いられた。ソビエト連邦造船産業省はモルフィスプリボル中央研究所（ЦНИИ «Морфизприбор»）および複数の設計局の参加のもとで詳細設計に関する入札を実施し、また概略設計にあたっては、クリモウスキー設計官を中心として部局横断的な特別チームが結成された。
クリモウスキー設計官たちの精力的な活動の結果、概略設計の完成度は非常に高く、予備設計の段階を省いて詳細設計に入ることになった。プロトタイプはモルフィスプリボル中央研究所のほかキエフ水中機器研究所、ギドロプリボル研究所やヴォドトランスプリボルなども参加した共同作業として製作された。これを61型大型対潜艦（カシン型）「オグネヴォイ」に艤装しての試験を経て、1976年よりソ連海軍での運用が開始された。

## 設計
本システムの特徴として、送信時にプローブ信号を使用する機能が導入された点がある。これは変動するサウンドチャネルが存在するなど不安定な音響環境下での耐干渉性を大幅に向上させるなどのメリットがあった。本システムは、複数ビームによるスキャニング受信に対応しており、また送信においても複数のビームを形成することができた。更に探知範囲内における盲点を解消するための短距離探知モードも盛り込まれた。
直接探知範囲（direct path）での探知距離は、聴音時で3海里 (5.6 km)、探信時で5海里 (9.3 km)であり、また海洋音響条件に応じて収束帯（CZ）が使用できる場合、最大探知距離は25–30キロメートル (13–16 nmi)まで延伸できると考えられている。なお本機は533mm長魚雷の射撃指揮にも用いられるマルチモード・ソナーであるが、RBU-6000対潜ロケット発射機の射撃指揮には、小型の攻撃用ソナーを連接して、これを使用する。
本システムは、ソビエト連邦での水上艦艇装備の水中音響機器の開発に関するブレイクスルーとなった。本システムの開発を主導したクリモウスキー設計官は名誉勲章、またその右腕となったイエレミナ設計官は労働赤旗勲章を授与されている。

### 搭載艦艇
ロシア海軍
- 1143型重航空巡洋艦（キエフ級）
- 1164型ミサイル巡洋艦（スラヴァ級）
- 61M/MP型大型ミサイル艦（改カシン型）
- 956型駆逐艦（ソヴレメンヌイ級）
- 1124型小型対潜艦（グリシャ型）

 ロシア国境軍
- 1135.1型国境警備艦（クリヴァクIII型）

 ウクライナ海軍
- フリゲート「ヘーチマン・サハイダーチヌイ」

 中国人民解放軍海軍
- 956A/EM型駆逐艦（杭州級）
- 052B型駆逐艦（広州級）
- 052C型駆逐艦（蘭州級）
- 052D型駆逐艦（昆明級）
- 054/054A型フリゲート（江凱型）